# Balkan-Pop

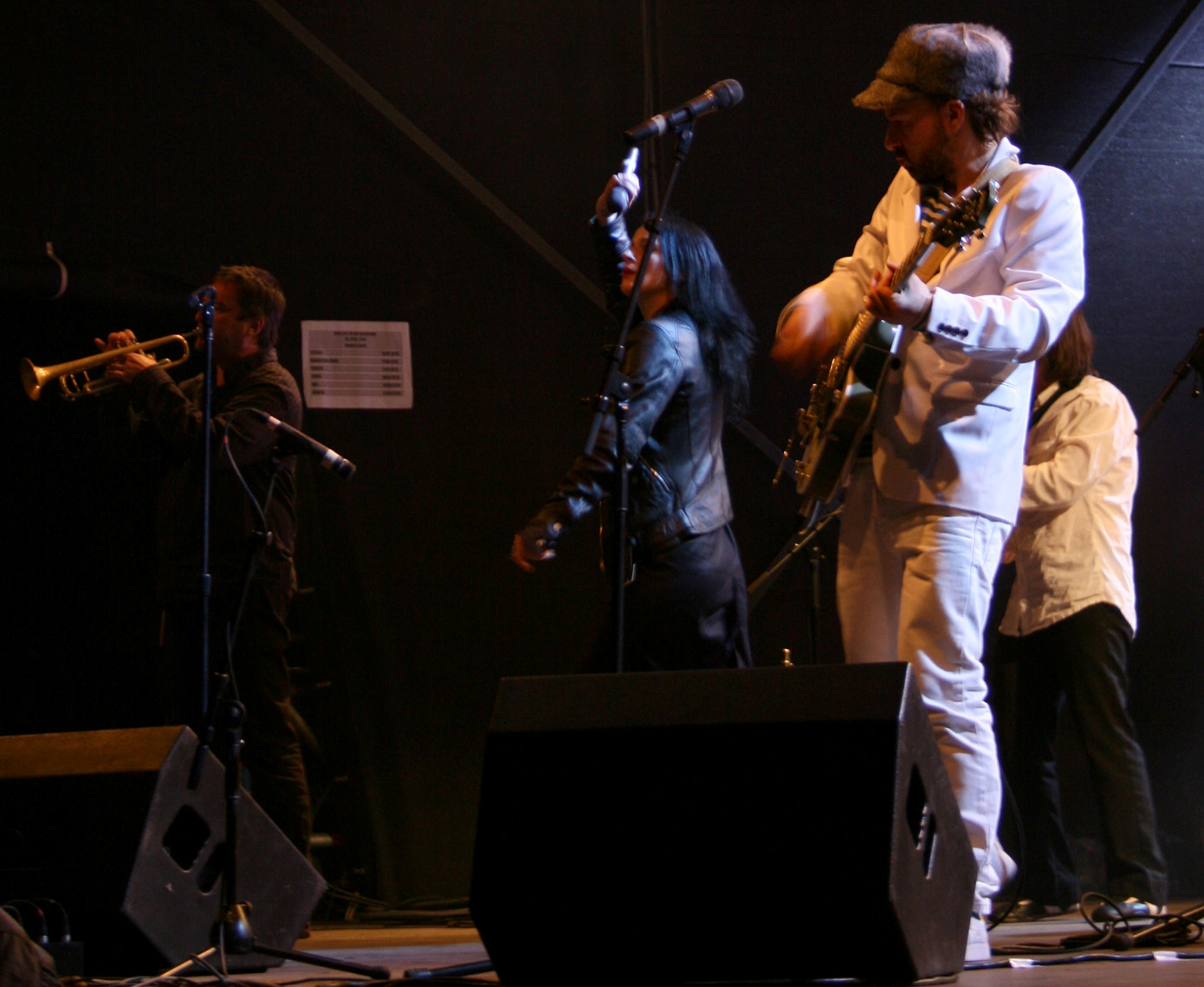
Shantel und das Bukovina Orkestar (Wien 2008)

Als Balkan-Pop (auch Balkan Beats, Bukowina-Dub oder R'n'Balkan genannt) – nicht zu verwechseln mit Popmusik der Balkan(halbinsel) – wird in Deutschland eine Mischung aus traditioneller Volksmusik der osteuropäischen Roma sowie Klängen des Mittelmeer- und Balkanraums und westlicher Dance-Music bezeichnet. Popularität erlangte Balkan-Pop unter anderem durch Künstler wie Shantel, Robert Soko, Äl Jawala, Mahala Rai Banda, Balkan Beat Box und Dunkelbunt.
Diese Musikrichtung ist auf dem Balkan (Südosteuropa) im Gegensatz zu Turbo-Folk, Tschalga, Manele oder Tallava kaum verbreitet.

## Weblinks

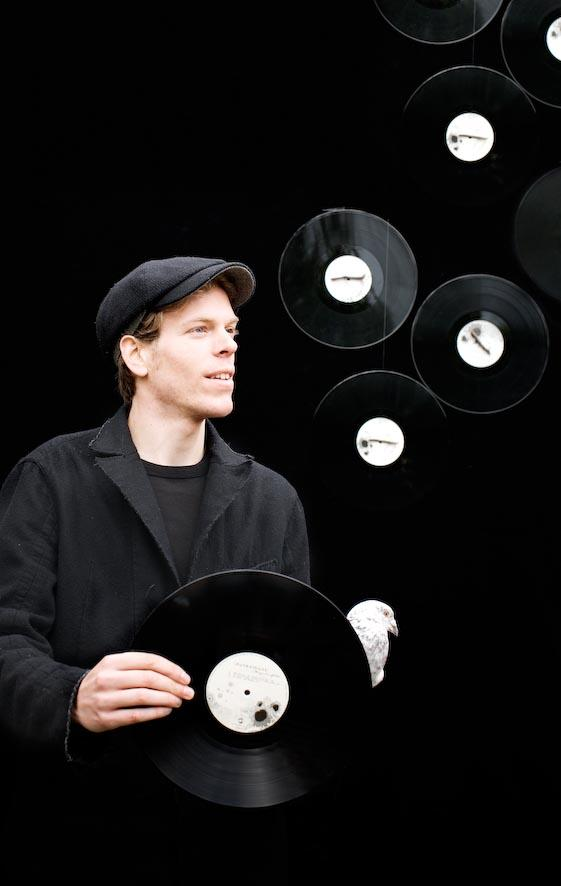
Dunkelbunt